# Постулат Хэммонда
Постулат Хэммонда (принцип Хэммонда) — гипотеза в области физической органической химии, предложенная американским химиком Джорджем Хэммондом. Эта гипотеза гласит, что если переходное состояние ведёт к неустойчивому интермедиату (или продукту), то оно имеет приблизительно такую же энергию, как этот интермедиат (продукт). Переход между этими двумя состояниями осуществляется за счёт лишь малого изменения структуры молекулы.
Напротив, если рассматриваемая стадия процесса ведёт к продукту, более устойчивому, чем субстрат, то переходное состояние структурно и энергетически близко к неустойчивому субстрату. Соответственно, постулат Хэммонда иногда формулируют следующим образом:
Структура переходного состояния может быть близкой как к продукту, так и к исходному веществу, в зависимости от того, к чему оно ближе по энергии. В экзотермических реакциях переходное состояние напоминает исходное вещество, а в эндотермических — продукт.
Постулат Хэммонда широко применяется в органической химии как инструмент для получения информации о переходном состоянии реакции, поскольку получить прямых экспериментальных данных о нём невозможно из-за слишком малого времени существования. Постулат же позволяет рассуждать о переходных состояниях, используя информацию о интермедиатах, реагентах и продуктах.

## Графическая интерпретация
Постулат Хэммонда может быть легко объяснён на основании диаграмм потенциальной энергии для общих случаев экзотермической и эндотермической реакций.
На рисунке (а) приведена диаграмма потенциальной энергии для экзотермической реакции, где продукт является более устойчивым, нежели исходное соединение. В этом случае переходное состояние, располагающееся в максимуме потенциальной энергии, близко по энергии к исходному соединению и структурно напоминает его. Такое переходное состояние называют ранним. Случай (с) изображает противоположную ситуацию: данная кривая характерная для потенциальной энергии эндотермической реакции. Продукт является более неустойчивым, поэтому переходное состояние близко и по энергии, и по структуре именно к нему, а не к исходному соединению. В данном случае его называют поздним. Случай (b) является промежуточным: реакция не обладает достаточно выраженным тепловым эффектом, чтобы можно было точно сказать, к продукту или исходному соединению ближе переходное состояние. Поэтому ни одно, ни другое не могут точно описать строение переходного состояния, и необходимо искать другую модель, применимую для данного случая.

## Примеры использования в органической химии

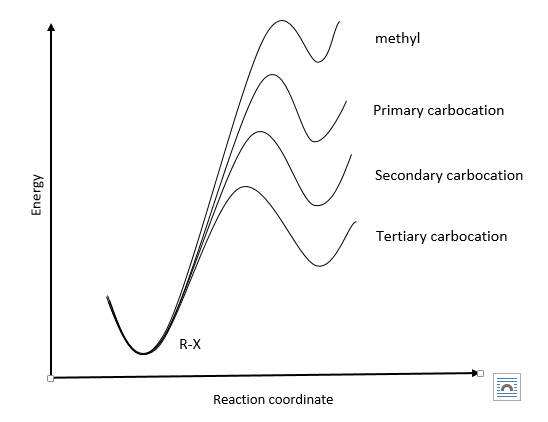
Диаграммы энергий для первой стадии реакций S_{N}1

Типичным примером использования постулата Хэммонда является обсуждение механизма реакций мономолекулярного нуклеофильного замещения. Первой и лимитирующей стадией таких процессов является диссоциация связи C–галоген и образование карбокатиона. 
На этой стадии интермедиат (карбокатион) является более неустойчивым, чем исходный галогенид, поэтому переходное состояние является поздним и по структуре напоминает этот карбокатион. Если сравнивать устойчивость карбокатионов, образующихся из метилгалогенидов, первичных, вторичных и третичных галогенидов, то в этом ряду устойчивость будет повышаться, а их энергия понижаться. Но поскольку переходные состояния напоминают по структуре карбокатионы, то их энергия будет близка к энергии соответствующих карбокатионов и будет изменяться с той же тенденцией. Таким образом, постулат Хэммонда позволяет получать информацию о переходных состояниях, не имея реальных данных об их строении.